# Gräf & Stift

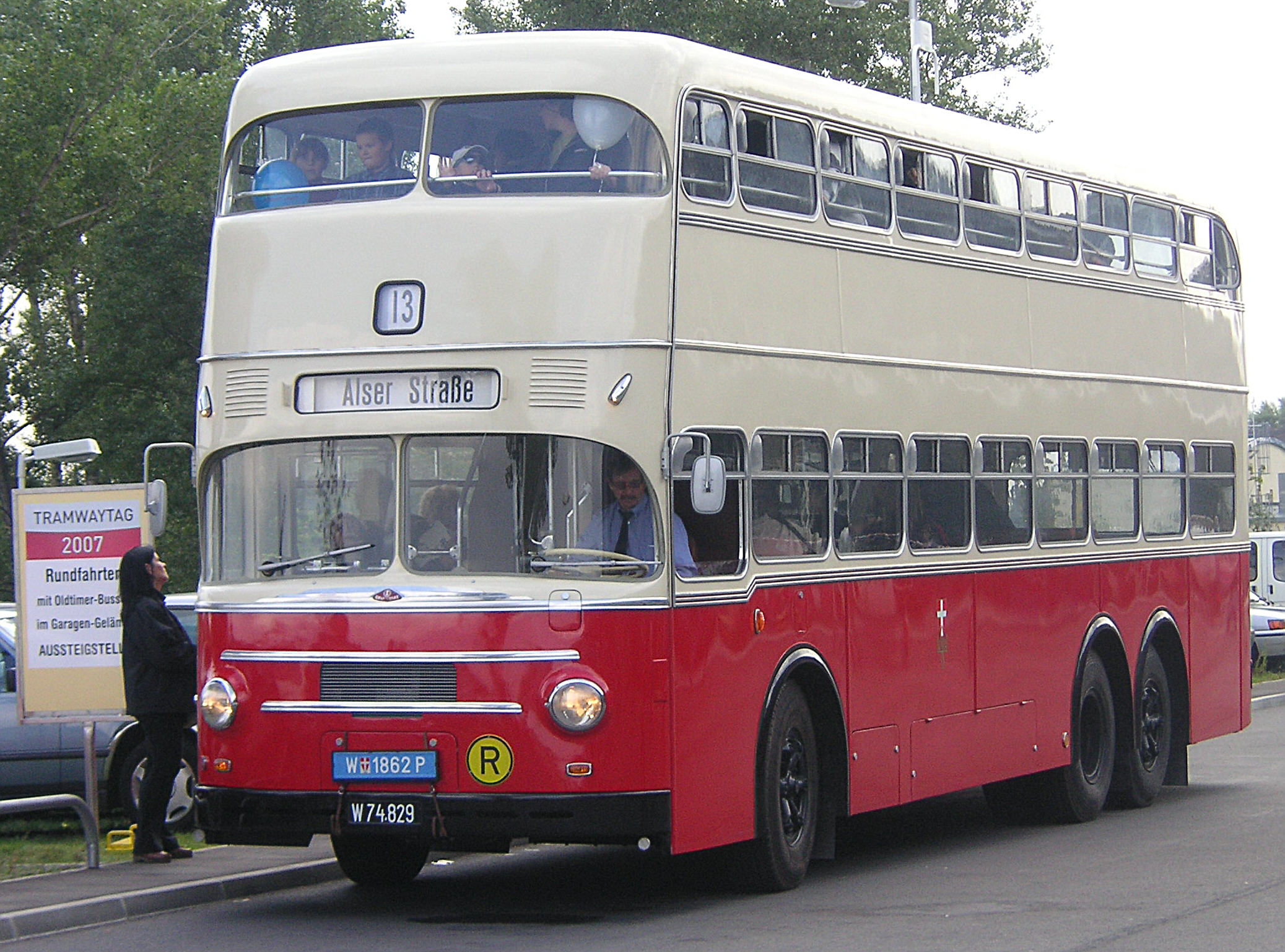
Autobús de dos pisos Gräf & Stift en servicio en Viena entre 1961 y mediados de los años 1970.

Gräft & Stift fue una empresa austriaca constructora de automóviles, camiones, autobuses y trolebuses, que operó desde 1902 hasta 2001. 
Fue una empresa conocida por sus automóviles de lujo hasta el inicio de la Segunda Guerra Mundial. El 28 de junio de 1914 el Archiduque Francisco Fernando de Austria fue asesinado junto a su esposa en un Gräf & Stift Double Phaeton, lo que provocó la Primera Guerra Mundial.
- Datos: Q694690
- Multimedia: Gräf & Stift vehicles / Q694690